# 키타지마 사부로
기타지마 사부로(일본어: 北島三郎, 1936년 10월 4일 ~ )는 일본의 엔카 가수이자 배우, 탤런트이다. 홋카이도 가미이소 군 시리우치정에서 태어났다. 
작곡가로도 활약하고 있으며, 펜네임은 하라 조지(原譲二)이다. '사부쨩'(サブちゃん)이라는 애칭으로 잘 알려져 있다. 본명은 오노 미노루(大野穣).
1962년에 데뷔했지만 당시에는 인기를 끌지 못하다가, 기죽지 않고 연이어 발매한 〈눈물의 배〉(なみだ船)가 20만 장을 판매하며 레코드대상 신인상을 수상해 엔카 가수로서의 초석을 쌓아갔다. 1965년에 발매한 〈하코다테의 여자〉(函館の女)는 150만 장을 판매하면서 엔카 가수로 주목받게 되고, 영화 《형제인의》(兄弟仁義)의 주연이자 동명의 주제곡을 부르면서 인기를 더욱 늘렸다.
엔카뿐만 아니라 애니메이션 주제곡이나 지자체의 이미지 송을 부르는 등 새로운 도전도 마다하지 않는 일본 음악계의 중진이다. 또한 영화와 텔레비전, 무대공연에도 적극적이어서 야쿠자 영화나 시대극에도 출연했다.
1985년 8월에 비행기에 특설 스테이지를 마련해 기내 콘서트를 개최했다. 당시 비행기 내에서의 본격적 콘서트는 세계 처음이었다.
《NHK 홍백가합전》에는 1963년부터 2013년까지(1986년 제외) 총 50회 출연하였으며, 이는 역대 최다기록이다. 다만 연속 출연 기록은 1986년에 밝혀진 폭력단과의 관계로 출연이 취소되었기 때문에 23회가 최다이다. 1972년 이래로 13번 피날레를 맡았으며, 이는 역대 최다 기록(미소라 히바리, 이츠키 히로시와 공동)이다.